# Bai Yang
Bai Yang (白杨, 4 mars 1920 – 18 septembre 1996) est une actrice chinoise principalement active des années 1930 aux années 1950, période durant laquelle elle est l'une des plus populaires vedettes de cinéma. Elle est considérée avant toute chose comme l'une des « Quatre grandes comédiennes de théâtre » de Chine, avec Qin Yi, Shu Xiuwen, et Zhang Ruifang. Ses films les plus célèbres sont Routes croisées (1937), Les Larmes du Yangzi (1947), Huit mille li de nuages et de lune (en) (1947), et Le Sacrifice du Nouvel an (1955).
Comme de nombreux artistes, elle est persécutée lors de la révolution culturelle (1966-1976) et emprisonnée pendant cinq ans.

## Biographie
Bai Yang est née en 1920 dans une famille aisée à Pékin. Elle est la plus jeune d'une fratrie de quatre enfants. Son nom originale est Yang Chengfang, et la romancière Yang Mo (en) est sa sœur aînée. Ses parents meurent tous les deux quand elle a 11 ans. Elle joue un petit rôle dans le film muet Chanson triste d'un ancien palais de Hou Yao pour la société cinématographique Lianhua. Elle travaille ensuite au théâtre pendant plusieurs années, jouant dans des pièces de Tian Han et Hong Shen, ainsi que d'auteurs étrangers comme Oscar Wilde ou Eugene O'Neill.

### Début de carrière et guerre sino-japonaise
En 1936, Bai Yang rejoint la société cinématographique Mingxing à Shanghai. Elle obtient le rôle principal du film Routes croisées de Shen Xiling (en) en 1937, aux côtés de Zhao Dan, le « Prince du cinéma chinois ». Le film est un grand succès, et Bai Yang, dont l'interprétation a reçu une acclamation de la critique, devient très célèbre, et est comparée dans les médias à Greta Garbo,,.
La seconde guerre sino-japonaise éclate peu après, et la sanglante bataille de Shanghai endommage sérieusement l'industrie cinématographique chinoise. Avec la chute de Shanghai, Bai Yang fuit vers Chongqing, la capitale provisoire de Chine. Durant les huit ans de la guerre, elle ne joue que dans trois films, dont Enfants de Chine (de Shen Xiling) et Jeune Chine (de Sun Yu), tous de nature patriotique,. De plus, elle joue dans plus de 40 pièces, également principalement patriotiques. Elle est considérée avant toute chose comme l'une des « Quatre grandes comédiennes de théâtre » de Chine.

### République populaire de Chine

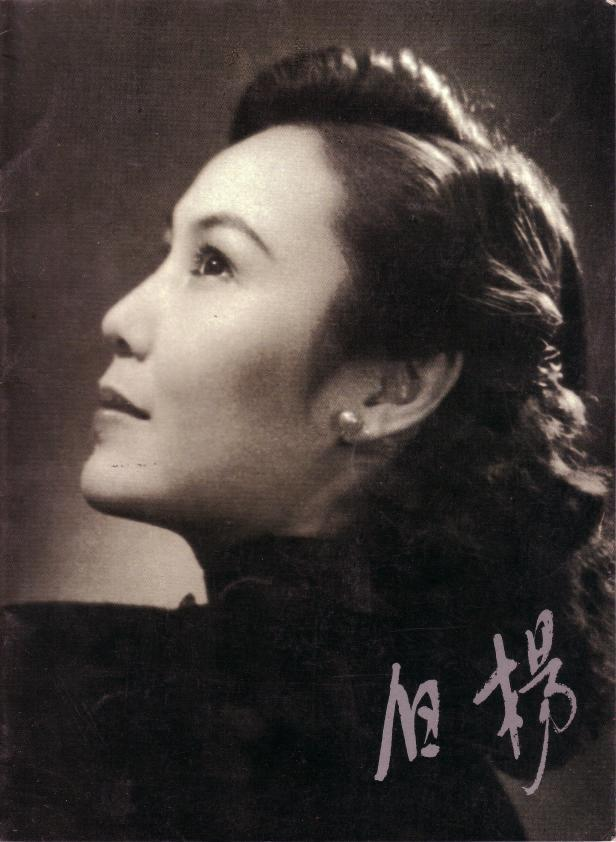

Après la reddition japonaise de 1945, Bai Yang retourne à Shanghai et joue dans ses deux films les plus célèbres : Huit mille li de nuages et de lune (en) (de Shi Dongshan) et Les Larmes du Yangzi (de Cai Chusheng et Zheng Junli), parlant tous les deux des traumatismes de la guerre. Son interprétation dans le dernier, dans laquelle elle joue une travailleuse d'usine abandonnée par son mari patriote devenu propriétaire d'usine, est considérée comme la pierre angulaire de sa carrière. Le film explose les records chinois et est considéré par certains comme l'équivalent chinois d'Autant en emporte le vent. Elle joue également dans Le Chagrin d'une fiancé (1948) de Shi Dongshan (1948) et Les Larmes des montagnes et des rivières (1949) de Wu Zuguang.

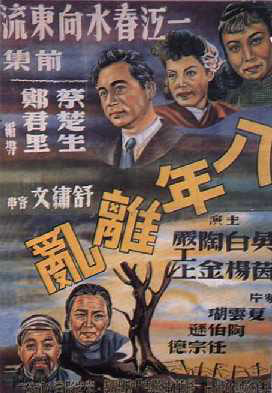
Les Larmes du Yangzi (1947), le film le plus célèbre de Bai Yang.

En raison de sa contribution au cinéma gauchiste, Bai Yang est invité sur la place Tian'anmen lors de la cérémonie de l'établissement de la république populaire de Chine le 1er octobre 1949. Elle devient ensuite employée du studio de cinéma de Shanghai et vice-présidente de l'association du cinéma de Chine (en). Elle joue encore dans quelques films, surtout dans Le Sacrifice du Nouvel An (1955) de Sang Hu, basé sur l'histoire courte éponyme de Lu Xun. Le film est un grand succès et remporte le Prix spécial du festival international du film de Karlovy Vary de 1957 en Tchécoslovaquie. En 1957, des sondages menés par deux grands journaux la listent comme la plus populaires actrices chinoises.
La carrière cinématographique de Bai Yang se termine brutalement lors de la révolution culturelle durant laquelle elle est persécutée et emprisonnée pendant cinq ans, mais n'est pas physiquement frappée comme nombre de ses collègues. Après sa réhabilitation dans les années 1970, elle joue le rôle de Song Qingling dans un téléfilm de 1989 sur la vie de la veuve du père fondateur de la Chine moderne. La même année, elle est élue première des 10 vedettes de cinéma les plus populaires des quarante premières années de la république populaire de Chine. En 1990, une cérémonie importante est organisée pour célébrer ses 60 ans de carrière.

## Vie privée
Bai Yang épouse le réalisateur Jiang Junchao, avec lequel elle a deux enfants. Elle meurt en 1996 à 76 ans et est enterrée au cimetière de Binhai Guyuan à Shanghai.